# Drew Bagnall
Drew Bagnall (* 26. Oktober 1983 in Oakbank, Manitoba) ist ein ehemaliger kanadischer Eishockeyspieler. Der Verteidiger, der nur acht Saisons im professionellen Eishockey spielte, kam auf nur zwei Einsätze in der National Hockey League für die Minnesota Wild und absolvierte stattdessen über 500 Spiele in der American Hockey League.

## Karriere
Drew Bagnall spielte zunächst von 2000 bis 2003 für die Battlefords North Stars in der Saskatchewan Junior Hockey League. Im Anschluss wurde der Verteidiger beim NHL Entry Draft 2003 in der sechsten Runde an insgesamt 195. Position von den Dallas Stars ausgewählt. Der Kanadier entschied sich für ein Studium an der St. Lawrence University und ging in den folgenden vier Spielzeiten für deren Eishockeymannschaft in der Universitäts- und Collegesportliga ECAC Hockey aufs Eis. Im März 2004 gaben die Dallas Stars seine Rechte gemeinsam mit einem Zweitrunden-Wahlrecht im NHL Entry Draft 2004 an die Florida Panthers ab, um Waleri Bure zu erwerben. Die Saison 2006/07, seine letzte an der St. Lawrence University, war für Bagnall die erfolgreichste. Unter anderem wurde er ins First All-Star Team der Liga gewählt und als Spieler des Jahres ausgezeichnet. Dies führte dazu, dass ihm die Los Angeles Kings ein Vertragsangebot unterbreiteten, bei denen der Kanadier im August 2007 einen Kontrakt unterzeichnete. Seine erste Saison in der Organisation der Kings verbrachte er bei den Reading Royals in der ECHL und den Manchester Monarchs in der American Hockey League. In der Saison 2008/09 gelang dem Defensivakteur der Durchbruch in der AHL, als er zum Stammspieler bei den Monarchs avancierte.
In der folgenden Spielzeit war er als deren Mannschaftskapitän tätig und führte die Mannschaft bis in die Conference Finals, in denen das Team dem späteren Calder-Cup-Sieger aus Pennsylvania, den Hershey Bears, unterlag. Anfang Juli 2010 wurde er als Free Agent verfügbar und einigte sich am zweiten Tag der Free-Agent-Periode auf ein Vertragsverhältnis mit den Minnesota Wild. Seine erste Saison in der Organisation der Wild verbrachte der Verteidiger überwiegend im Farmteam bei den Houston Aeros in der AHL, bei denen sich Bagnall rasch als Leistungsträger etablierte und mit der Mannschaft in der Spielzeit 2010/11 die Finalserie um den Calder Cup erreichte. Am 8. April 2011 debütierte er in der National Hockey League, als Bagnall für die Minnesota Wild in der Begegnung gegen die Edmonton Oilers auflief.
Im Juli 2013 unterzeichnete er einen Zweijahresvertrag bei den Buffalo Sabres, den er ausschließlich bei den Rochester Americans verbrachte, die Mannschaft jedoch als Kapitän anführte. Nach der Saison 2014/15 beendete er seine aktive Karriere und führte diesen Schritt vor allem auf zunehmende körperliche Beschwerden zurück.

## Erfolge und Auszeichnungen
- 2003 SJHL First All-Star Team
- 2003 SJHL Defenseman of the Year
- 2007 ECAC First All-Star Team
- 2007 ECAC Player of the Year
- 2007 NCAA East First All-American Team

## Karrierestatistik
(Legende zur Spielerstatistik: Sp oder GP = absolvierte Spiele; T oder G = erzielte Tore; V oder A = erzielte Assists; Pkt oder Pts = erzielte Scorerpunkte; SM oder PIM = erhaltene Strafminuten; +/− = Plus/Minus-Bilanz; PP = erzielte Überzahltore; SH = erzielte Unterzahltore; GW = erzielte Siegtore; 1 Play-downs/Relegation; Kursiv: Statistik nicht vollständig)